# Liste der Baudenkmäler in Sielenbach
Auf dieser Seite sind die Baudenkmäler in der schwäbischen Gemeinde Sielenbach zusammengestellt. Diese Tabelle ist eine Teilliste der Liste der Baudenkmäler in Bayern. Grundlage ist die Bayerische Denkmalliste, die auf Basis des Bayerischen Denkmalschutzgesetzes vom 1. Oktober 1973 erstmals erstellt wurde und seither durch das Bayerische Landesamt für Denkmalpflege geführt wird. Die folgenden Angaben ersetzen nicht die rechtsverbindliche Auskunft der Denkmalschutzbehörde.

## Baudenkmäler nach Ortsteilen

### Sielenbach
| Lage                                | Objekt                                      | Beschreibung | Akten-Nr.     | Bild                        |
| ----------------------------------- | ------------------------------------------- | --- | ------------- | --------------------------- |
| Aichacher Straße 1 (Standort)       | Katholische Pfarrkirche St. Peter und Paul  | Saalbau mit Tonnengewölbe mit eingezogenem Chor unter Stichkappengewölbe, südlicher Turm mit geschwungener Haube, im Kern spätgotisch, Umgestaltung 1716 und 1732/33, Turm 1770; mit Ausstattung (siehe auch: Kanzel (St. Peter und Paul, Sielenbach)). | D-7-71-165-1  | weitere Bilder              |
| Maria-Birnbaum-Straße 51 (Standort) | Ehemaliges Kapuzinerkloster                 | Zweigeschossiger Satteldachbau mit Zwerchhausrisalit, durch Seitentrakt mit der Wallfahrtskirche verbunden, 1869–72, 1905 verlängert. | D-7-71-165-14 | Ehemaliges Kapuzinerkloster |
| Maria-Birnbaum-Straße 53 (Standort) | Katholische Wallfahrtskirche Maria Birnbaum | barocker Zentralbau, drei hintereinander angeordnete, pilastergegliederte Kuppelräume mit Türmen, von Constantin Pader, 1661–68; mit Ausstattung | D-7-71-165-2  | weitere Bilder              |
| Martinstraße 5 (Standort)           | Katholische Filialkirche St. Martin         | flachgedeckter Saalbau mit dreiseitig geschlossenem Chor unter Netzrippengewölbe und Dachreiter, Langhaus 13. Jahrhundert, Chor 16. Jahrhundert; mit Ausstattung                                                                                        | D-7-71-165-3  | weitere Bilder              |
| Weinbergstraße 4 (Standort)         | Bauernhaus                                  | Einfirsthof, Mitterstallbau, eingeschossiger, verputzter Massivbau mit Satteldach, Kniestock und Zwerchgiebel, Fassadendekoration mit Gurtgesims und Eckrustika, im Kern letztes Viertel 19. Jahrhundert, tiefgreifender Umbau um 1920                  | D-7-71-165-18 | Bauernhaus                  |

### Gollenhof
| Lage                              | Objekt     | Beschreibung                                                                   | Akten-Nr.    | Bild       |
| --------------------------------- | ---------- | ------------------------------------------------------------------------------ | ------------ | ---------- |
| Gollenhof; Gollenhof 1 (Standort) | Hofkapelle | Kleiner Rechteckbau mit halbrunder Apsis und Dachreiter, 1860; mit Ausstattung | D-7-71-165-5 | Hofkapelle |

### Morabach
| Lage                  | Objekt | Beschreibung                                                                             | Akten-Nr.    | Bild  |
| --------------------- | ------ | ---------------------------------------------------------------------------------------- | ------------ | ----- |
| Morabach 1 (Standort) | Mühle  | Stattlicher zweigeschossiger Giebelbau mit Satteldach und Barockportal, 18. Jahrhundert. | D-7-71-165-6 | Mühle |

### Oberhaslach
| Lage                     | Objekt                    | Beschreibung                                                                         | Akten-Nr.    | Bild           |
| ------------------------ | ------------------------- | ------------------------------------------------------------------------------------ | ------------ | -------------- |
| Oberhaslach 1 (Standort) | Katholische Marienkapelle | Schlichter Rechteckbau mit halbrunder Apsis und Dachreiter, 1862/63; mit Ausstattung | D-7-71-165-7 | weitere Bilder |

### Raderstetten
| Lage                      | Objekt                        | Beschreibung                                                                                 | Akten-Nr.     | Bild           |
| ------------------------- | ----------------------------- | -------------------------------------------------------------------------------------------- | ------------- | -------------- |
| Raderstetten 2 (Standort) | Katholische Kapelle St. Maria | einschiffig mit stichbogigem Schluss und Giebeltürmchen, wohl zweite Hälfte 18. Jahrhundert. | D-7-71-165-16 | weitere Bilder |

### Tödtenried
| Lage                         | Objekt                                | Beschreibung | Akten-Nr.     | Bild                       |
| ---------------------------- | ------------------------------------- | --- | ------------- | -------------------------- |
| Holzgruber Straße (Standort) | Katholische Lourdeskapelle            | Kleiner Rechteckbau mit Lisenengliederung und halbrunder Apsis, 1894; mit Ausstattung | D-7-71-165-15 | Katholische Lourdeskapelle |
| Pfarrweg 1 (Standort)        | Pfarrhaus                             | Stattlicher Satteldachbau mit geschnitzter Türe, im Kern wohl frühes 17. Jahrhundert, im 18. Jahrhundert umgeformt.                                                                                                  | D-7-71-165-11 | weitere Bilder             |
| Pfarrweg 2 (Standort)        | Katholische Pfarrkirche St. Katharina | pilastergegliederter Saalbau mit Flachtonne und eingezogenem Chor unter Stichkappentonne, nördlicher Satteldachturm mit Treppengiebel, Turm 15. Jahrhundert, 1722/23 erneuert; mit Ausstattung (siehe auch: Kanzel). | D-7-71-165-9  | weitere Bilder             |

### Unterschröttenloh
| Lage                           | Objekt | Beschreibung | Akten-Nr.     | Bild           |
| ------------------------------ | ------ | --- | ------------- | -------------- |
| Unterschröttenloh 1 (Standort) | Stall  | Mit Gewölbe, 19. Jahrhundert, Mörtelplastik an der Nordseite, St Leonhard-Darstellung, bezeichnet 1890; Hofkapelle, kleiner halbrund geschlossener Bau mit geschweiftem Giebel und Dachreiter, bezeichnet 1840; mit Ausstattung. | D-7-71-165-12 | weitere Bilder |